# Franziska Peer
Franziska Peer (* 6. Mai 1987 in Kufstein, Tirol) ist eine österreichische Sportschützin. Sie ist Mitglied der Schützengilde Angerberg.

## Werdegang
Zum Schießsport kam Franziska durch ihren Vater, der sie des Öfteren ins Schützenheim mitnahm. Nachdem ihr heutiger Trainer Markus Bichler im Jahr 2007 in ihren Verein wechselte, wuchs sie schnell zu einer Spitzenschützin heran.
Um die Technik zu verbessern, entschloss sie sich im Jahr 2008 die Disziplin Armbrust in ihr Training aufzunehmen. 2010 konnte sie sich für die Armbrustweltmeisterschaft in Avon qualifizieren, wo sie gleich zwei Silbermedaillen mit der Mannschaft erkämpfen konnte. Zusätzlich erreichte sie noch den 3. Platz mit der Armbrust 10 Meter.
Im Jahr 2011 kehrte sie mit zwei Europameistertiteln in der Disziplin Armbrust 10 Meter und zusätzlich noch mit einer silbernen und bronzenen Medaille von der Europameisterschaft, die in Unterägeri stattfand, zurück.
Im April 2012 wurde sie für ihre Erfolge bei der Armbrusteuropameisterschaft 2011 vom ORF Tirol und der Tiroler Tageszeitung zur Wahl der Tiroler Sportlerin 2011 nominiert, welche sie schlussendlich auch gewinnen konnte.
Das Jahr 2012 war ihre bislang erfolgreichste Saison. Sie kehrte von der Armbrustweltmeisterschaft in Wil SG mit insgesamt 6 Medaillen (3 × Gold, 1 × Silber und 2 × Bronze) und einem neuen österreichischen Rekord in der 30-m-kniend-Disziplin als erfolgreichste Weltmeisterschaftsteilnehmerin zurück.
Im Jahr 2013 kehrte sie als 5-fache Medaillengewinnerin (3 × Gold, 2 × Silber) von der Europameisterschaft in Innsbruck wieder als erfolgreichste Europameisterschaftsteilnehmerin zurück.
Im August 2014 durfte sich Peer wieder über einen Weltmeistertitel mit der Mannschaft 30 Meter und einen Vizeweltmeister mit der Mannschaft 10 Meter freuen, welche in Frankfurt am Main durchgeführt wurde.
Im August 2015 nahm Peer wieder an einer Weltmeisterschaft mit der Armbrust in Ulan-Ude teil, wo sie einen Vizeweltmeistertitel im 10 Meter Bewerb mit der Mannschaft erreichen konnte.
Peer ist aktive Sportlerin des Heeressportzentrums des Österreichischen Bundesheers. Als Heeressportlerin trägt sie derzeit den Dienstgrad Korporal.

## Erfolge

### Größte sportliche Erfolge
- 2015 - 2. Platz Weltmeisterschaft Armbrust 10 m Mannschaft / (Ulan-Ude)
- 2014 - 1. Platz Weltmeisterschaft Armbrust 30 m Mannschaft / (Frankfurt am Main)
- 2014 - 2. Platz Weltmeisterschaft Armbrust 10 m Mannschaft / (Frankfurt am Main)
- 2013 - 1. Platz Europameisterschaft Armbrust 30 m stehend Einzel / (Innsbruck)
- 2013 - 1. Platz Europameisterschaft Armbrust 30 m Kombination Einzel / (Innsbruck)
- 2013 - 1. Platz Europameisterschaft Armbrust 10 m Mannschaft / (Innsbruck)
- 2013 - 2. Platz Europameisterschaft Armbrust 10 m Einzel / (Innsbruck)
- 2013 - 2. Platz Europameisterschaft Armbrust 30 m Mannschaft / (Innsbruck)
- 2012 - 1. Platz Weltmeisterschaft Armbrust 10 m Einzel / (Wil)
- 2012 - 1. Platz Weltmeisterschaft Armbrust 10 m Mannschaft / (Wil)
- 2012 - 1. Platz Weltmeisterschaft Armbrust 30 m kniend Einzel / (Wil)
- 2012 - 2. Platz Weltmeisterschaft Armbrust 30 m Mannschaft / (Wil)
- 2012 - 3. Platz Weltmeisterschaft Armbrust 30 m stehend Einzel / (Wil)
- 2012 - 3. Platz Weltmeisterschaft Armbrust 30 m Kombination Einzel / (Wil)
- 2011 - 1. Platz Europameisterschaft Armbrust 10 m Einzel / (Unterägeri)
- 2011 - 1. Platz Europameisterschaft Armbrust 10 m Mannschaft / (Unterägeri)
- 2011 - 2. Platz Europameisterschaft Armbrust 30 m Mannschaft / (Unterägeri)
- 2011 - 3. Platz Europameisterschaft Armbrust 30 m Kombination Einzel / (Unterägeri)
- 2010 - 2. Platz Weltmeisterschaft Armbrust 30 m Mannschaft / (Fontainebleau)
- 2010 - 2. Platz Weltmeisterschaft Armbrust 10 m Mannschaft / (Fontainebleau)
- 2010 - 3. Platz Weltmeisterschaft Armbrust 10 m Einzel / (Fontainebleau)
- 2008 - 4. Platz Weltmeisterschaft Armbrust 10 m Einzel / (Sulgen)
- Vielfache 1. Plätze bei Staatsmeisterschaften und Int. Wettkämpfen

## Rekorde

### Persönliche Rekorde

#### Armbrust
- 2012 - 294 Ringe (30 Schuss) Armbrust stehend / Tiroler Meisterschaft
- 2012 - 295 Ringe (30 Schuss) Armbrust kniend / Weltmeisterschaft
- 2012 - 583 Ringe Armbrust 30 m Kombination / Weltmeisterschaft
- 2010 - 398 Ringe Armbrust 10 m / Nationalkaderqualifikation

#### Kleinkaliber
- 2016 - 591 Ringe Kleinkaliber 60 liegend / Grand Prix of Pilsen
- 2012 - 383 Ringe Kleinkaliber 100 m stehend / Staatsmeisterschaft
- 2015 - 586 Ringe Kleinkaliber 3 × 20 / Weltcup Gabala (AZE)

#### Großkaliber
- 2011 - 566 Ringe Großkaliber 3 × 20 / Staatsmeisterschaft

#### Luftgewehr
- 2010 - 399 Ringe Luftgewehr / Oberbayernliga
- 2015 - 417,8 Ringe Luftgewehr / IWK-München

### Österreichischer Rekord
- 2014 - 1735 Ringe Kleinkaliber 3 × 20 Mannschaft / Staatsmeisterschaft (nach Novelle ÖSchO)
- 2016 - 1742 Ringe Kleinkaliber 3 × 20 Mannschaft / Grand Prix of Pilsen (nach Novelle ÖSchO)
- 2012 - 295 Ringe Armbrust 30 m kniend / Weltmeisterschaft
- 2010 - 1171 Ringe Armbrust 10 m Mannschaft / Staatsmeisterschaft

## Auszeichnungen
- 2015 Sportlerin des Jahres 2014 – Stadt Wörgl
- 2013 Sportlerin des Jahres 2012 – Stadt Wörgl
- 2012 Goldene Verdienstmedaille – Tiroler Landesschützenbund
- 2012 Tiroler Sportlerin des Jahres 2011
- 2012 Silbernes Verdienstzeichen Bezirksschützenbund Schwaz
- 2011 Silbernes Ehrenzeichen für Verdienste um die Republik Österreich
- 2011 Sportehrenzeichen in Gold – Österreichischer Schützenbund
- 2011 Sportlerin des Jahres 2010 – Stadt Wörgl
- 2011 Tiroler Sportehrennadel in Gold mit Brillant – Land Tirol
- 2010 Silberne Verdienstmedaille – Bezirksschützenbund Kufstein
- 2010 Sportehrenzeichen in Bronze – Österreichischer Schützenbund
- 2009 Silbernes Ehrenzeichen – Allgemeiner Sportverband Österreich
- 2009 Goldenes Meisterschützeabzeichen – Österreichischer Schützenbund
- 2008 Goldene Ehrennadel – Gemeinde Angerberg